# 高崎経済大学後援会
一般財団法人 高崎経済大学後援会（たかさき経済だいがくこうえんかい）は、高崎経済大学の施設・設備及び教育研究活動を助成し、大学教育の充実発展を目的とした後援会組織である。群馬県高崎市下小塙町1461番地、高経会館内に事務局をおく。

## 概要
大学が旧高崎第15連隊兵舎跡地の旧校舎から、現在の所在地に移転するにあたって、大きな役割を果たした。あるいはその目的を達成するために当初は設立が図られた財団法人である。当時の高崎市は、群馬交響楽団の支援と群馬音楽センターの建設推進のため、大学の移転ならびに新校舎建設に充てる財政的余力は限られていた。またそれに対する起債も難しい状況であった。
そこで当時の文部省に認可を受けた財団法人を設立し、その財団法人が市中の金融機関より借入をおこない、施設・設備の建設を行うという形がとられた。そしてそれらは後に、高崎市へ寄付されるという形をとった。またその返済は在学生が納める後援会費をもととした。現在も、高崎経済大学の教職員ならびに学生の福利厚生や、出版助成等による教育研究活動への多大な貢献がなされている。

## 主な事業
- 高崎経済大学の施設設備の整備に対する援助
- 高崎経済大学における教育研究活動の助成
- 高崎経済大学における研究業績の発表等の出版に対する援助
- 高崎経済大学の教職員及び学生の福利厚生事業に対する援助

## 所有施設
- 高経会館
- 白馬セミナーハウス - 2017年（平成29年）3月31日閉鎖。

## 役員

### 理事長
- 市川豊行（株式会社市川食品代表取締役）

### 理事
- 松浦幸雄（高崎市市長）
- 松本基志（高崎市市議会議長）
- 吉田俊幸（高崎経済大学学長）
- 座間愛知（高崎市助役）
- 井上 達之助（高崎経済大学同窓会会長）